# Avvocata
Avvocata ist der 5. der 30 Stadtteilen (Quartieri) der süditalienischen Hafenstadt Neapel. Er gehört zum Historischen Zentrum (Centro Storico) sowie zu dessen sozioökonomisch gesehen mittelreichen Stadtteilen.

## Geographie und Demographie
Avvocata grenzt an die benachbarten Stadtteile Stella, San Lorenzo, San Giuseppe, Montecalvario, Vomero und Arenella.
Avvocata ist 1,22 Quadratkilometer groß und hatte im Jahr 2009 31.958 Einwohner.